# Аслар
Аслар (њем. Aßlar) град је у њемачкој савезној држави Хесен. Једно је од 23 општинска средишта округа Лан-Дил. Према процјени из 2010. у граду је живјело 13.724 становника. Посједује регионалну шифру (AGS) 6532001.

## Географски и демографски подаци
Аслар се налази у савезној држави Хесен у округу Лан-Дил. Град се налази на надморској висини од 175 метара. Површина општине износи 43,6 km². У самом граду је, према процјени из 2010. године, живјело 13.724 становника. Просјечна густина становништва износи 315 становника/km².

## Међународна сарадња
| Мјесто         | Држава    | Врста сарадње | Од    |
| -------------- | --------- | ------------- | ----- |
| Борленге       | Шведска   | пријатељство  | 2004. |
| Фасато ди Вико | Италија   | контакт       | 2004. |
|                | Пољска    | пријатељство  | 2004. |
|                | Француска | партнерство   | 1966. |
| Извор          |           |               |       |